# Tim Daly
James Timothy Daly, detto Tim (New York, 1º marzo 1956), è un attore, doppiatore e produttore cinematografico statunitense. Nel corso della sua carriera artistica, ha ottenuto 2 nomination per i premi Emmy.

## Biografia
Figlio dell'attore James Daly e fratello minore dell'attrice Tyne Daly, in Italia è noto principalmente per il ruolo del dottor Richard Kimble, protagonista della serie televisiva Il fuggitivo (2000). È apparso anche nell'episodio Il signor Monk e l'aeroplano della serie Detective Monk, nel ruolo di se stesso, e in quattro episodi de I Soprano, interpretando J.T. Dolan. Ha partecipato alla serie TV The Nine e ha interpretato il ruolo di Peter Wilder in Private Practice. Dal 2014 al 2019 ha interpretato Henry McCord in Madam Secretary.

## Vita privata
Daly è stato sposato dal 1982 al 2010 con l'attrice Amy Van Nostrand, dalla quale ha avuto due figli, Sam (nato nel 1984) e Emelyn (nata nel 1989).
Dal 2014 è fidanzato con l'attrice Téa Leoni.

## Filmografia

### Attore

#### Cinema
- A cena con gli amici (Diner), regia di Barry Levinson (1982)
- L'anno della cometa (The Year of the Comet), regia di Peter Yates (1992)
- Dr. Jekyll e Miss Hyde (Dr. Jekyll and Ms. Hyde), regia di David Price (1995)
- Hello Denise! (Denise Calls Up), regia di Hal Salwen (1995)
- Funny Money - Come fare i soldi senza lavorare (The Associate), regia di Donald Petrie (1996)
- L'oggetto del mio desiderio (The Object of My Affection), regia di Nicholas Hytner (1998)
- Basic, regia di John McTiernan (2003)
- Against the Ropes, regia di Charles S. Dutton (2004)
- Mr. Gibbs, regia di David Ostry (2006)
- The Skeptic, regia di Tennyson Bardwell (2009)
- Dopo l'uragano (A Rising Tide), regia di Ben Hickernell (2015)
- Finestkind, regia di Brian Helgeland (2023)

#### Televisione
- Quasi adulti (Almost Grown) - serie TV, 13 episodi (1988-1989)
- Wings - serie TV (1990-1997)
- Dalla Terra alla Luna (From the Earth to the Moon) - miniserie TV, 4 puntate (1998)
- La tempesta del secolo (Storm of the Century) - serie TV (1999)
- Il fuggitivo (The Fugitive) - serie TV, 22 episodi (2000-2001)
- The Outsider, regia di Randa Haines - film TV (2002)
- Detective Monk (Monk) - serie TV, episodio 1x13 (2002)
- I Soprano (The Sopranos) - serie TV, 4 episodi (2004-2007)
- Giudice Amy (Judging Amy) - serie TV, episodio 4x24 (2003)
- The Nine - serie TV (2006-2007)
- Grey's Anatomy – serie TV, episodi 3x22-3x23 (2007)
- Law & Order - Unità vittime speciali (Law & Order: Special Victims Unit) - serie TV, episodio 8x17 (2007)
- Private Practice - serie TV (2007-2012)
- Madam Secretary - serie TV, 120 episodi (2014-2019)
- Unprisoned - serie TV, 3 episodi (2023-in corso)

### Doppiatore
- Le avventure di Superman (Superman) - serie animata (1996-2000)

### Regista
- Bereft (2004) - film TV

## Doppiatori italiani
Nelle versioni in italiano delle opere in cui ha recitato, Tim Daly è stato doppiato da:
- Christian Iansante in Private Practice, Grey's Anatomy
- Fabrizio Pucci in Il fuggitivo, Detective Monk
- Fabio Boccanera ne I Soprano
- Pino Insegno ne La tempesta del secolo
- Massimo Rossi in Madam Secretary
- Massimo Lodolo in Giudice Amy
- Vittorio Guerrieri in The Nine
- Alessio Cigliano in Hawaii Five-0

Come doppiatore è sostituito da: 
- Christian Iansante in Superman/Batman: Nemici pubblici, Superman/Batman: Apocalypse
- Angelo Maggi in Le avventure di Superman (st. 1-2), Batman e Superman - I due supereroi (ridoppiaggo TV)
- Niseem Onorato in Le avventure di Superman (st. 3)
- Claudio Moneta in Batman e Superman - I due supereroi